# サッカー北マケドニア女子代表
サッカー北マケドニア女子代表（サッカーきたマケドニアじょしだいひょう）は、マケドニア共和国サッカー連盟(マケドニア語: Фудбалска Федерација на Македонија/Fudbalska Federacija na Makedonija, 略称：FFM)によって編成されるサッカーのナショナルチーム。欧州サッカー連盟(UEFA)に所属している。
女子ワールドカップ、オリンピックともに出場はない。

## ワールドカップの成績
北マケドニアが独立を果たした1993年以降の成績を記す。
- 1995 - 不参加
- 1999 - 不参加
- 2003 - 不参加
- 2007 - 不参加
- 2011 - 予選敗退
- 2015 -

## オリンピックの成績
- 1996 - 不参加
- 2000 - 不参加
- 2004 - 不参加
- 2008 - 不参加
- 2012 - 予選敗退

## UEFA欧州女子選手権の成績
北マケドニアが独立を果たした1993年以降の成績を記す。
- 1993 - 不参加
- 1995 - 不参加
- 1997 - 不参加
- 2001 - 不参加
- 2005 - 不参加
- 2009 - 予選敗退
- 2013 - 最終予選敗退

## FIFAランキング
- 最新順位 - 131位(2024年8月)
- 初登場 - 121位(2005年9月)
- 最高順位 - 90位(2009年12月)
- 最低順位 - 135位(2024年3月)

出典: FIFA Women's Ranking

## 選手
- ナターシャ・アンドノワ（英語版） -代表最多得点選手、1.FFCトゥルビネ・ポツダム所属